# Laze Prnjavor
Laze Prnjavor su naselje u Republici Hrvatskoj u Požeško-slavonskoj županiji, u sastavu grada Požege.

## Zemljopis
Laze Prnjavor je smješten oko 8 km južno od Požega na Požeškoj gori, najbliže susjedno naselje su Ćosine Laze na putu prema Požegi.

## Stanovništvo
Prema popisu stanovništva iz 2011. godine Laze Prnjavor je imao 10 stanovnika.
| broj stanovnika |       |       |       |       |       |       |       | 42    | 36    | 31    | 36    | 37    | 25    | 27    | 14    | 10    | 7     |
|                 | 1857. | 1869. | 1880. | 1890. | 1900. | 1910. | 1921. | 1931. | 1948. | 1953. | 1961. | 1971. | 1981. | 1991. | 2001. | 2011. | 2021. |